# Кодекс Бези

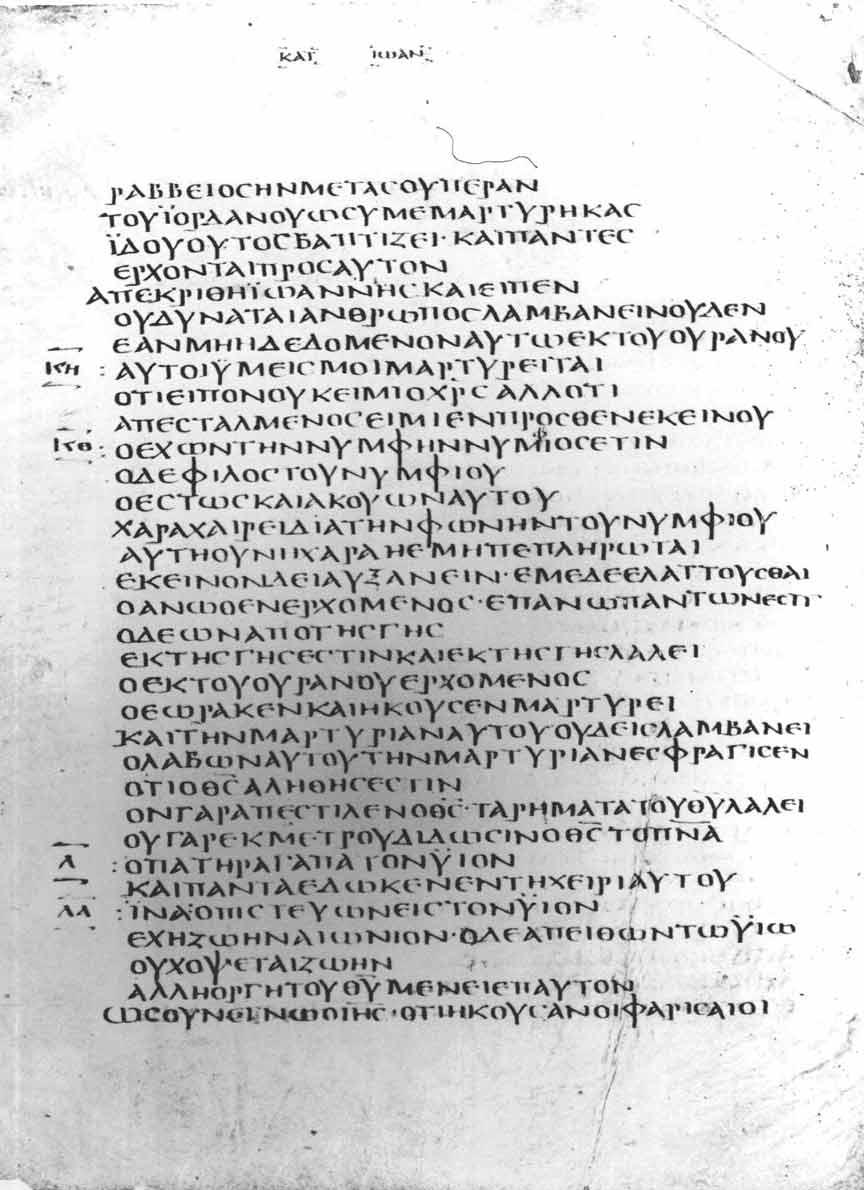
Іоанн 3:26-4:1 (грецький текст)

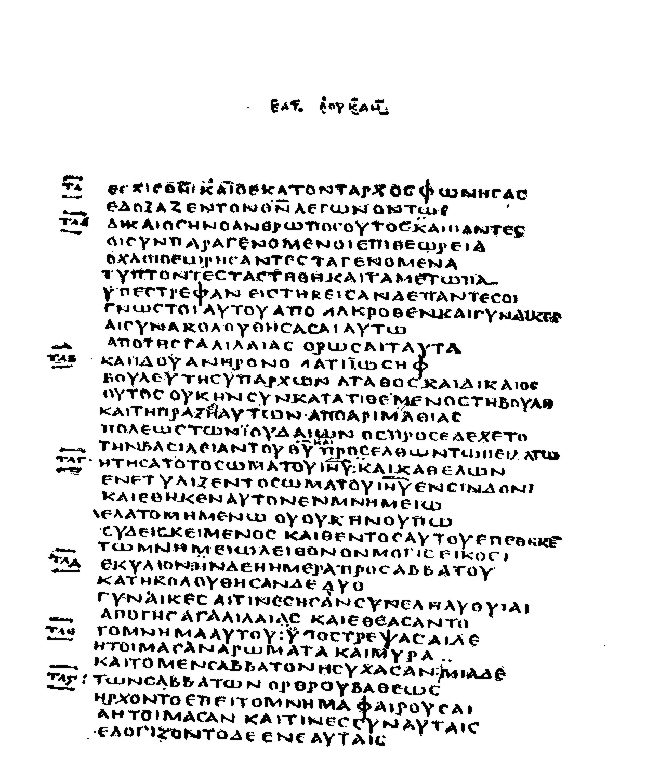
Сторінка грецького тексту Кодексу Бези

Кодекс Бези (лат. Codex Bezae Cantabrigensis, умовне позначення Dea або 05) — один з найдавніших і найважливіших рукописів Нового Заповіту грецькою та латинською мовами, що датується початком V століття.

## Історія
Місце написання кодексу вже 300 років залишається предметом палких дискусій. Палеографічний кодекс, на одностайну думку дослідників, датується початком V століття (можливо навіть 400 роком).
Дослідники вважають, що в IX — X століттях над кодексом працювало кілька (до 15) коректорів та переписувачів. Паркер виділив наступних коректорів: G, A, C, B, D, E, H, F, J 1, L, K. На його думку, коректори A і B працювали в V столітті, коректор G в XII столітті, коректори I, M, N не існували.
1562 року рукопис опинився в руках Теодора Бези (1519–1605), від імені якого і отримав свою назву. 1581 року він передав його Кембриджському університетові, в бібліотеці якого рукопис зберігається досі (Univ. Libr. Nn. II 41).

## Короткий опис
Кодекс Бези написаний на тонкому пергаменті; розмір аркуша — 26 на 21,5 см. Текст на аркуші розташований в одну колонку. Ліву сторінку кожного розвороту займає грецький текст; праву — латинський переклад.
Цитати зі Старого Заповіту на письмі не виділені. Поділ тексту позначено на берегах за канонами Євсевія. Ці маргіналії, можливо, додані іншим писарем. Увесь текст написаний унціальним письмом.
Грецький текст рукопису відображає західний тип тексту, IV категорія Аланда.

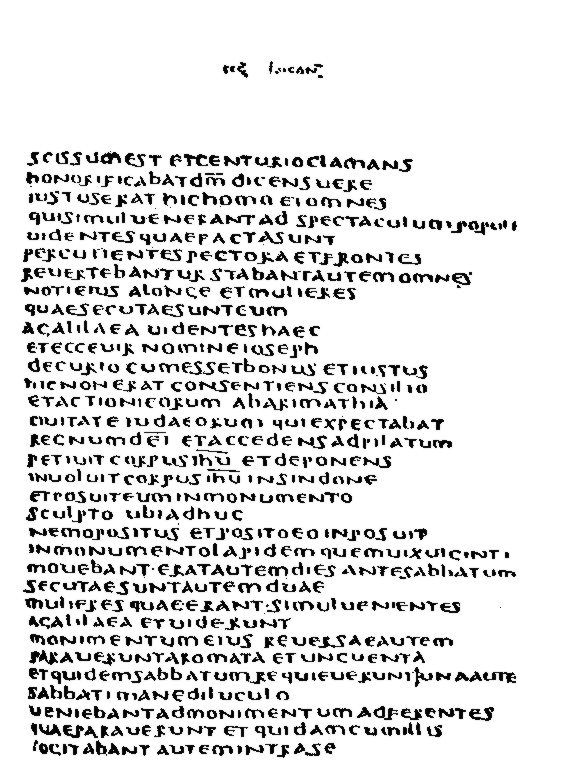
Сторінка латинського тексту Кодексу Бези

## Зміст
Кодекс Бези містить Четвероєвангеліє, Діяння апостолів, а також невеликий фрагмент латинського тексту 3-го послання Івана (11-15). Євангелія розташовані в рукопису у так званому «західному» порядку:
- Євангеліє від Матвія
- Євангеліє від Іоанна
- Євангеліє від Луки
- Євангеліє від Марка

Рядок Іоанн 21,25 поміщено перед 21,24.
Лакуни
Деякі частини тексту втрачено (Мт 1,1-20; 3,7-16; 6,20-9,2; 27,2-12; Марк 16,15-20; Ів 1,16-3,26; 18,14 — 20,13; Дії 8,29-10,14; 21,2-10.16-18; 22,10 — 20.29-до кінця).
Матвій 3,7-16; Марко 16,15-20; Іоанн 18,14 — 20,13 були доповнені пізніше.
Пропущені
Матвій 9,34; 10,37; 21,44; 23,14;
Марко 15,28;
Лука 5,39; 10,41 b-42a; 12,21; 19,25; 24,5.12.40;
Іоанн 5,4.